# Batman (ville)
Pour les articles homonymes, voir Batman (homonymie).
Batman (en kurde : Êlih) est une ville à majorité kurde du Sud-Est de la Turquie, préfecture de la province de Batman et centre du district de Batman. Elle est traversée par la rivière Batman.

## Politique
En septembre 2016, le maire de la ville (Parti démocratique des peuples, gauche) est remplacé par un administrateur nommé par le gouvernement après l'instauration de l'état d'urgence et le début des purges conduites par les autorités.

## Économie
Batman abrite un gisement d'hydrocarbures (4,2 Mt).

## Transports
Batman possède un aéroport (code AITA : BAL) qui sert également de base aérienne.

## Action en justice
La ville, dont le nom est homonyme du célèbre super-héros, a déclaré vouloir porter plainte le 7 novembre 2008 contre l'entreprise Warner Bros. Pictures, qui produit les films sur Batman, et contre le réalisateur de Batman Begins et The Dark Knight, Christopher Nolan,. La ville souhaite en effet obtenir des droits sur son nom. En réalité, aucune action en justice n'a été engagée, ces déclarations semblant simplement avoir été effectuées afin de faire de la publicité à la ville .